# Адорно, Просперо
Просперо Адорно (итал. Prospero Adorno; Генуя, 1428 — Асти, 1485) — дож Генуэзской республики, последний представитель рода Адорно на этом посту.

## Биография

### Ранние годы и правление
Родители Просперо - Барнаба Адорно и Бригида Джустиниани. Он родился в Генуе около 1428 года. Как глава семьи Адорно он, вместе с Франческо Сфорца и архиепископом Генуи Паоло ди Кампофрегозо (будущим дожем), принял участие в 1458 году в подписании соглашения с королём Франции Карлом VII о переходе Генуи под сюзеренитет Франции. После краткого правления Правительства восьми капитанов, с 9 марта по 12 марта 1461 года, тот же Просперо Адорно был избран дожем Генуи.
Во время своего правления Просперо вступил в конфликт с архиепископом Фрегозо, который ждал от дожа обещанного сана кардинала (Адорно был другом папы Пия II, что обострило обстановку в столице. В мае 1461 года Карло Адорно, брат Просперо, пытался осадить город Савону (центр оппозиции дожу), но потерпел неудачу.

### Отречение и губернаторство
Внезапное прибытие Рене Анжуйского в Геную с войсками заставило исторических врагов - Адорно и Фрегозо, в личе Просперо и Паоло - на время объединиться, что, помимо слабостей противника, сыграло решающую роль в сражении 17 июля 1461 года у Сампьердарены. Несмотря на совместный триумф, дож отказал Паоло в торжественном вступлении в столицу ввиду его церковного сана, что привело Паоло в ярость, и он в союзе с адмиралом Бартоломео Дориа атаковал и сжег флот Карло Адорно. Серьезные потери в тот битве заставили Просперо отречься от должности и бежать из Генуи в июле 1461 года.
Он нашел убежище при дворе Франческо Сфорца в Милане, который признал его своим вассалом. Просперо попытался вступить в дипломатическую игру, когда семья Сфорца приобрела у Генуи Савону в декабре 1463 года. Убедившись в бесперспективности надежд на возвращение к власти, Просперо Адорно удалился с политической сцены, чтобы управлять различными вотчинами, дарованными Сфорца, некоторые из них находились даже в Калабрии.
С началом генуэзского восстания против власти Джан Галеаццо Сфорца Адорно, по подозрению в причастности к нему, был заключен в тюрьму в Кремоне и только в декабре 1476 года, после смерти герцога, был освобожден и отправился в Геную вместе с братом Карло. Под властью Сфорца, с апреля 1477 года, Просперо Адорно был губернатором Генуи от имени герцога Милана.

### Последние годы
Попытка тайного союза с Фердинандом Арагонским и общение с папой Сикстом IV серьезно испортили репутацию Просперо в глазах миланцев. По подозрению в подготовке восстания он был заменен губернатором Кастильони в июле 1478 года. За этим последовало новое восстание генуэзцев, подпитываемое Просперо Адорно, которое свергло власть Милана над Генуей и сформировало Правительство восьми миротворцев (7 июля - 23 октября 1478), а затем Правительство двенадцати капитанов (23 октября - 25 ноября 1478) во главе с Просперо Адорно и Лодовико ди Кампофрегозо (бывшим дожем). Союз между двумя регентами нового правительства был кратким: новая борьба между двумя семьями привела к столкновениям в разных частях города. Победителями вышли Фрегозо, и Баттиста ди Кампофрегозо (1450—1505) был избран новым дожем Генуи (26 ноября 1478).
Вновь бежавший из Генуи Просперо Адорно нашел убежище на арагонской галере, которая доставила его сначала в Неаполь, а затем в Пизу. Далее он отправился в Сильвано д'Орба и Асти, где и умер в 1485 году.